# Helmut Mommsen
Helmut Mommsen (eigentlich: Hellmuth Jens Wilhelm Johannes Mommsen; * 19. November 1896 in Königstein im Taunus; † 12. Juli 1983) war ein deutscher Kinderarzt und Pionier der Naturheilkunde.

## Leben
Helmut Mommsen entstammt der deutschen Gelehrtenfamilie Mommsen. Er wurde als zweites Kind des Arztes Jens Karl Friedrich Mommsen (1852–1922) und dessen Frau Wilhelmine, geb. Raab (1863–1943), in Königstein im Taunus geboren. Sein Vater war Sohn des Philologen Tycho Mommsen (1819–1900); seine Mutter stammte aus Kaiserslautern. Mommsen besuchte das Katharineum zu Lübeck, wo er im August 1914 vorzeitig sein Abitur ablegte. Anschließend nahm er als Kriegsfreiwilliger am Ersten Weltkrieg teil und wurde 1918 an der Westfront schwer verwundet. Von 1919 bis 1923 studierte er in Rostock, Marburg und Freiburg im Breisgau Medizin. In Freiburg wurde er 1923 mit einer von Hermann Rautmann betreuten Arbeit Zur Pathogenese der dauerhaften Blutdrucksteigerung promoviert. Seine Ausbildung zum Kinderarzt machte er an der Kinderklinik der Universität Frankfurt/M., wo er 1928 habilitierte und 1935 zum Professor der Kinderheilkunde ernannt wurde. 1937 ließ er sich als Kinderarzt in Frankfurt/M. nieder.
Mommsen trat zum 1. April 1933 der NSDAP (Mitgliedsnummer 1.820.720) und im selben Jahr der SA und dem Nationalsozialistischen Deutscher Ärztebund bei. 1934 wurde er Mitglied des Nationalsozialistischen Lehrerbundes. 1939 wurde er erneut zum Militärdienst einberufen, von 1942 bis 1944 war er Leiter der Kinderklinik in Metz. Ab 1945 war er bis 1982 in Frankfurt/M. als niedergelassener Kinderarzt tätig. Er starb nach schwerer Krankheit am 12. Juli 1983.
Helmut Mommsen war verheiratet mit der Ärztin Hanna Mommsen, geb. Möller (1898–1977) und hatte einen Sohn und eine Tochter.

## Wirken
In dem 1953 veröffentlichten Aufsatz Über die Bedeutung einer vollwertigen Ernährung für das Kindesalter vertritt Mommsen den Standpunkt, dass „der Wert einer nährenden Substanz (...) nicht nach Kalorien, Spurenstoffen, Vitaminen usw. zu bemessen“ sei. „Die Ernährungslehre der Zukunft“ müsse „die Nahrung als Ganzes erfassen und nach ihrem biologischen Wert einschätzen“. „Wir essen nicht Eiweiß oder Fett oder Vitamine usw., sondern wir essen Samen, Früchte, Blätter, Knollen, Fleisch, Ei usw.“ In diesem Zusammenhang lobt er Werner Kollaths „Lehre von der Ordnung der Nahrung“ als „geniale Konzeption“. Kollath lehre, dass mit den Fähigkeiten des menschlichen Gehirns „die verlorengegangene paradiesische Instinktsicherheit in den Fragen der Ernährung durch planvolle Erforschung der Lebensgesetzlichkeit ersetzt wird“. Die Zelle benötige zum Leben der Zufuhr von „spezifischen Bausteinen, die in größerer Zahl nur in der lebenden Kost enthalten“ seien. Durch Kochen würden sie weitgehend zerstört. Kollath habe grundsätzlich die richtigen Erkenntnisse gehabt: Der Mensch bleibe auf die Dauer nicht gesund, wenn er nicht einen Teil seiner Ernährung in Form der „Urkost“ aufnehme. Diese sei reich an „spezifisch lebender Substanz“.
Mommsens Interesse galt auch der mikrobiologischen Therapie – einer alternativmedizinischen Behandlungsmethode, deren Effektivität wissenschaftlich unbelegt ist und in Frage gestellt wird. Von ihm stammt die These: „Bakterien sind in höherem Grade Gesundheitserreger als Krankheitserreger.“ Mommsen zufolge, sind sowohl „die Mundhöhlenstreptokokken“ wie auch „die Darmcoli“ „beim unterwertig ernährten und hierdurch zivilisationstkrank gewordenen Kinde nicht in Ordnung“ und bedürfen daher der „Auffrischung“. „Neben der diätetischen Behandlung“ sollte „eine Umstimmung der körpereigenen Bakterienflora des Kindes erfolgen“. Die Flora des Nasen-Rachen-Raumes werde durch Gabe des „Beckerschen Streptokokkus“ geändert, der unter dem Namen Biostreptosan käuflich sei. Eigener Angabe zufolge, gab Mommsen das bei Kleinkindern als Nasentropfen und bei Schulkindern in Form der „Gurgel-Vaccine“. Seiner Überzeugung nach bekämpft die Behandlung mit Biostreptosan „in biologischer Weise“ auch die Infekt-Anfälligkeit, der sonst nicht beizukommen sei. Außerdem empfahl er die Gabe der „Coli-Schluck-Vaccine Dr. Becker“, „einem Darmcoli, der in wenigen Tropfen einmal am Tage gegeben und von Kindern ausgezeichnet vertragen wird“. Mommsen war überzeugt, diese Behandlung schaffe „gesunde bakterielle Verhältnisse im Darm“ und sichere die durch diätetische Maßnahmen erzielten Erfolge. 1954 gründete Mommsen zusammen mit Hans Kolb, Hans-Peter Rusch und Arthur Becker als eingetragenen Verein den Arbeitskreis für Mikrobiologische Therapie (AMT). Der AMT reklamiert für sich, das Konzept der Mikrobiologischen Therapie, welches sowohl abgetötete als auch lebende Bakterien einbezieht, entwickelt zu haben.
Neben Büchern und Fachbeiträgen schrieb Mommsen Gedichte. Er unterhielt eine enge Zusammenarbeit mit den Pionieren der gesunden Ernährung und Lebensweise wie Hans Peter Rusch, zu dessen Sohn Volker Rusch, sowie zu den Ärzten Max Bircher-Benner, Max Otto Bruker, Julius Hackethal und zu vielen mehr.
Die meisten Artikel von Mommsen wurden in der „Reform-Rundschau“, einer Fachzeitschrift für Drogerien und Reformhäuser, veröffentlicht.
Mommsen unterstützte die Naturheilkunde und die Vollwertkost und gehörte dem „wissenschaftlichen Beirat“ der Internationalen Gesellschaft für Nahrungs- und Vitalstoff-Forschung und dem Weltbund zum Schutz des Lebens an.

## Zusammenarbeit mit Salem
Seit 1971 entwickelte sich eine Freundschaft zu Salem und dem Gründer und Leiter, Gottfried Müller. Helmut Mommsen schrieb einmal:
„Allen Eltern, die mir Vertrauen schenkten, danke ich. Dieses Vertrauen hat mir Kraft gegeben, trotz aller Anfeindungen meinen mir vorgeschriebenen Weg kompromisslos zu gehen. Dieser Dank gilt auch dem Gründer und Leiter des Kinderhilfswerks Salem in Stadtsteinach/Oberfranken, der mir die Möglichkeit gab, meine Grundsätze der Gesundheitsführung an den dort lebenden Kindern zu verwirklichen.“
Ihm war auch die Integration von behinderten Menschen in unserer Gesellschaft ein großes Anliegen.
Zitate und Gedichte von Helmut Mommsen:
„Wir Menschen können nicht zurück zur Natur, aber wir Menschen können denken und bewusst in der Ernährung nach der Devise handeln: Vorwärts zur Natur.“
Aus dem Vorwort des Salem-Kochbuches

## Veröffentlichungen
- Zur Pathogenese der dauernden Blutdrucksteigerung. (Freiburg (Breisgau), Univ., Diss., 1923).
- Gesunde Kinder durch vollwertige Kost. Ernährungsratgeber für Säugling, Kleinkind und Schulkind, mit Speiseplänen und Rezepten. Verlag der Reform-Rundschau Schwabe & Co., Bad Homburg / Frankfurt am Main 1951. Neuausgabe: Ute Franke-Mommsen: Gesunde Kinder durch lebendige Vollwertkost. Bewährte Ernährungsratschläge und Rezepte für Säugling, Kleinkind und Schulkind. Mit Speiseplänen und Rezepten von Helmut Mommsen und Ute Franke-Mommsen. (September) 2002.
- Hilfe für das kranke Kind. Ärztliche Ratschläge zur Pflege und Behandlung kranker Säuglinge, Kleinkinder und Schulkinder. Verlag Reform-Rundschau, Bad Homburg 1965.
- So bleibt mein Kind gesund! Gesundheitspflege und Krankheitsverhütung, Ratschläge eines Arztes an Eltern und Erzieher. Karl F. Haug Verlag, Heidelberg 1976.